# Revolta de la Politehnica din Atena
Revolta de la Politehnica din Atena a avut loc în noiembrie 1973 ca o demonstrație populară masivă împotriva juntei militare din 1967-1974 din Grecia. Demonstrațiile au început la 14 noiembrie 1973, au escaladat într-o revoltă anti-junta, și s-au încheiat cu vărsare de sânge în dimineața zilei de 17 noiembrie, după o serie de evenimente începute prin lovirea porților Politehnicii⁠(d) cu un tanc.

## Cauzele
Începând cu 21 aprilie 1967, Grecia s-a aflat sub un regim dictatorial militar, care a abolit drepturile civile, a dizolvat partidele politice și a exilat, încarcerat și torturat politicieni și cetățeni pentru convingerile lor politice.
În anul 1973, liderul juntei militare, Georgios Papadopoulos, a întreprins un proces de „liberalizare” a regimului, care a inclus eliberarea deținuților politici și ridicarea parțială a cenzurii, precum și promisiunea unei noi constituții și că se vor organiza noi alegeri pentru revenirea la un regim civil. Elementele de Opoziție, inclusiv socialiștii, primeau astfel posibilitatea de a acționa politic împotriva juntei.
Statele Unite aveau un interes clandestin in suprimarea socialiștilor și au însărcinat un agent C.I.A. pe nume John Maury să ofere consultații liderilor Juntei. Vicepreședintele american Spiro Agnew a lăudat junta ca „cel mai bun lucru care i s-a întâmplat Greciei de când a domnit Pericle în Atena antică”.
Junta încerca să controleze toate aspectele vieții politice și suprimase sindicalismul studențesc din 1967, interzicând alegerile studențești în universități, recrutând⁠(d) cu forța studenți în armată și impunând lideri sindicali nealeși ai studenților în sindicatul național al studenților, EFEE. Aceste acțiuni au generat sentimente anti-juntă în rândul studenților, iar studentul la geologie Kostas Georgakis⁠(d) s-a sinucis în 1970 la Genova, Italia în semn de protest împotriva juntei. Cu acea excepție, prima acțiune publică masivă împotriva juntei a fost cea studențească de la 21 februarie 1973.
Pe 21 februarie 1973, studenții de la drept a intrat în grevă⁠(d) și s-au baricadat în clădirile Facultății de Drept a Universității din Atena, în centrul orașului Atena, cerând abrogarea legii care impunea recrutarea⁠(d) forțată a „tinerilor subversivi”, după ce 88 de colegi ai lor au fost luați cu forța în armată. Poliția a primit ordin să intervină și mulți studenți au fost supuși actelor de brutalitate ale poliției. Evenimentele de la facultatea de Drept sunt adesea citate ca preludiu al revoltei de la Politehnică. 
Revolta studențească⁠(d)  a fost puternic influențată și de mișcările de tineret din anii 1960, în special evenimentele din mai 1968 din Franța. 

## Evenimentele
Pe 14 noiembrie 1973, studenții de la Politehnica din Atena⁠(d) (Polytechneion) au intrat în grevă și au început să protesteze împotriva regimului militar (Regimul Coloneilor). Deoarece autoritățile nu au inervenit, studenții, numindu-se „Asediații Liberi” (în greacă Ελεύθεροι Πολιορκημένοι, o referire la o poezie a poetului național grec Dionysios Solomos⁠(d) inspirată de asediul⁠(d) otoman al orașului Mesolonghi), s-au baricadat și au înființat un post de radio (folosind echipamente de laborator), care difuzau în mod repetat în Atena: 
„Aici Politehnica! Popor al Greciei, Politehnica este portdrapelul luptei noastre și a voastre, a luptei noastre comune împotriva dictaturii și pentru democrație!"”
Maria Damanaki⁠(d), care avea să devină politiciană, a fost unul dintre principalii oratori. În curând, mii de muncitori și tineri s-au alăturat protestelor în interiorul și în afara „Politehnicii din Atena”.
La primele ore ale zilei de 17 noiembrie 1973, guvernul de tranziție a trimis un tanc să intre în porțile Politehnicii din Atena. Curând după aceea, Spiridon Markezinis⁠(d) însuși a avut umilitoarea sarcină de a-i solicita lui Papadopoulos reinstaurarea legii marțiale. Înainte de represiune, luminile orașului au fost stinse, iar zona a fost luminată doar de luminile din campus, alimentate de la generatoarele universității. Un tanc AMX-30⁠(d) (încă păstrat într-un mic muzeu de blindate într-o unitate militară din Avlonas, închis publicului) a intrat în porțile de fier ale Politehnicii din Atena în jurul orei 03:00 am. În imaginile neclare filmate clandestin de un jurnalist olandez, se vede cum tancul doboară porțile de oțel de la intrarea în campus, de care se agățau oameni. S-au păstrat și dovezi documentare, în înregistrări ale transmisiunilor radio de la „Politehnica Atena” din zonele ocupate. În acestea, se aude vocea unui tânăr cerând cu disperare soldaților (pe care el îi numea „camarazi de arme”) din jurul complexului de clădiri să încalce ordinele militare și să nu lupte cu „frații care protestează”. Vocea trădează o izbucnire emoțională, recitând versuri din Imnul Național grec, până când tancul intră în curte, moment în care transmisia încetează.
O anchetă oficială întreprinsă după căderea Juntei a declarat că niciun student de la Politehnica din Atena⁠(d) nu a fost ucis în timpul incidentului. Numărul total de victime se ridică la 24 de civili uciși în afara campusului Politehnicii din Atena. Printre aceștia se numără, Michael Mirogiannis de 19 ani,  împușcat mortal de către ofițerul G. Dertilis, elevii de liceu Diomedes Komnenos⁠(d) și Alexandros Spartidis de la Liceul Leonin⁠(d), și un băiat de cinci ani ucis accidental de un glonț rătăcit în suburbia Zografou. Dosarele anchetelor ce au avut loc după căderea Juntei documentează circumstanțele morții a numeroși civili în timpul revoltei, și, deși numărul de morți nu a fost contestat de cercetătorii istorici, rămâne un subiect de controversă politică. În plus, sute de civili au fost răniți în timpul evenimentelor.
Implicarea lui Ioannides la incitarea comandanților forțelor de securitate la comiterea de acte criminale în timpul revoltei de la Politehnica din Atena a fost menționată în actul de acuzare prezentat în fața instanței de către procuror în timpul proceselor juntei din Grecia⁠(d) și în condamnarea din procesul Politehnicii, în care a fost găsit a fi fost responsabil moral pentru evenimente.

## Urmările revoltei
La 14 noiembrie, revolta a declanșat o serie de evenimente care pus capăt brusc tentativei regimului de „liberalizare” sub Spiridon Markezinis⁠(d). În timpul liberalizării, dar și în timpul dictaturii, Papadopoulos a încercat să regândească⁠(d) peisajul politic grec și a eșuat în mod repetat. În notele biografice publicate ca o broșură de către susținătorii săi în 1980, se menționează că el a studiat la Politehnică, cea mai importantă facultate de inginerie din țară, dar nu a absolvit.
Generalul de brigadă⁠(d) Dimitrios Ioannidis⁠(d), un taliban nemulțumit din Juntă, s-a folosit de revoltă, pretextând restabilirea ordinii publice, și a organizat o contra-lovitură de stat care i-a răsturnat pe Georgios Papadopoulos și Spiridon Markezinis⁠(d) la 25 noiembrie în același an. Legea marțială a fost reinstaurată, iar noua Juntă l-a numit pe generalul Phedon Gizikis⁠(d) ca președinte, și pe economistul Adamantios Androutsopoulos⁠(d) prim-ministru, deși Ioannides a rămas omul de forță din spate.
Tentativa eșuată de lovitură de stat a lui Ioannides din 15 iulie 1974 împotriva arhiepiscopului Makarios al III-lea, pe atunci președinte al Ciprului⁠(d), a fost întâmpinată cu o invazie a Ciprului de către Turcia. Aceste evenimente au făcut regimul militar să implodeze și a inaugurat epoca Metapolitefsi⁠(d). Constantin Karamanlis a fost invitat din autoexilul din Franța, și a fost numit prim-ministru al Greciei, alături de oreședintele Phaedon Gizikis. Democrația parlamentară a fost astfel restabilită, și alegerile legislative din 1974 au fost primele alegeri libere desfășurate într-un deceniu.
Data de 17 noiembrie⁠(d), data evenimentului, a devenit mai târziu numele unei grupări teroriste grecești.

## Memoria
Data de 17 noiembrie este în prezent sărbătoare națională în Grecia, zi nelucrătoare în toate unitățile de învățământ; se țin slujbe de comemorare și elevii merg la școală doar pentru acestea, în timp ce unele școli și universități rămân închise. Locația centrală pentru comemorări este campusul Polytechneio⁠(d). Campusul este închis pe 15 (ziua în care studenții au ocupat campusul în 1973). Studenții și politicienii depun coroane de flori la un monument din Polytechneio pe care sunt scrise numele studenților de la Polytechneio uciși în timpul Rezistenței Grecești din anii 1940. Comemorarea zilei se încheie în mod tradițional cu o demonstrație care începe de la campusul Polytechneio și se termină la ambasada Statelor Unite⁠(d).
Revolta studenților este salutată de mulți ca un act curajos de rezistență împotriva dictaturii militare, și, prin urmare, ca simbol al rezistenței față de tiranie. Alții cred că revolta a fost folosită ca pretext de generalul de brigadă Dimitrios Ioannidis⁠(d) pentru a opri procesul de aparentă liberalizare a regimului întreprinsă de către Spiridon Markezinis⁠(d). 